# Henry Horn (Sänger)
Henry Horn (* 25. Juni 1997 in Köln) ist ein deutscher Sänger und Schauspieler.

## Leben
Henry Horn wurde bekannt als Sänger der deutschen Kinderband Apollo 3, die er zusammen mit Marvin Schlatter und Dario Flick im Jahr 2006 gründete. Seine erste große Rolle als Schauspieler hatte er im Jahr 2010 im Fußballfilm Teufelskicker an der Seite von Diana Amft, Benno Fürmann, Reiner Schöne und Armin Rohde sowie seinen zwei Bandkollegen Dario Flick und Marvin Schlatter, in dem er den Protagonisten Moritz spielt.
Außerdem hatte er 2007 in der Sendung Alarm für Cobra 11 – Die Autobahnpolizei eine Gastrolle. 2012 hat er in der Kinder- und Jugendserie Schloss Einstein einen Gastauftritt. 2017 spielte er in einer Folge der Serie Ein Fall für zwei mit und 2018 in SOKO München.

## Filmografie (Auswahl)
- 2007: Alarm für Cobra 11 – Die Autobahnpolizei (Fernsehserie, Folge In bester Absicht)
- 2009: Teufelskicker (Kinofilm, Hauptrolle Moritz)
- 2011: Schloss Einstein (diverse Folgen)
- 2017: Ein Fall für zwei (Fernsehserie, Folge Ohne Skrupel)
- 2017: Der Lehrer (Fernsehserie, Folge Ich bin ’ne wandelnde Sonnenuhr)
- 2017: WaPo Bodensee (Fernsehserie, diverse Folgen)
- 2017: SOKO München (Fernsehserie, Folge Tod im Schweinestall)
- 2018: In aller Freundschaft – Die jungen Ärzte (Fernsehserie, Folge Der letzte Tag)
- 2019: SOKO Potsdam (Fernsehserie, diverse Folgen)
- 2019: Dem Horizont so nah (Kinofilm, Nebenrolle Jakob)
- 2020: SOKO Köln (Fernsehserie, Folge Schrei nach Liebe)
- 2021: Ein Sommer auf Elba (Fernsehreihe)[2]